# Marcus Agius
Pour les articles homonymes, voir Agius (homonymie).
Marcus Ambrose Paul Agius (né le 22 juillet 1946) est un financier et homme d'affaires britannique, ancien président de Barclays.

## Biographie
De septembre 2006 à janvier 2007, il a été directeur non exécutif de Barclays, puis a succédé à Matthew Barrett comme président. Son salaire actuel est de 750 000 £.
Il est membre du comité de direction du groupe Bilderberg. Le 2 juillet 2012, il annonce sa démission de Barclays.